# 牧野記念庭園
練馬区立牧野記念庭園（ねりまくりつまきのきねんていえん）は東京都練馬区東大泉にある都市公園（植物園）。
1958年（昭和33年）に植物学者牧野富太郎の練馬区東大泉の自宅跡に、氏の業績を顕彰する庭園及び記念館として開園した。2009年に「牧野記念庭園（牧野富太郎宅跡）」として、国の登録記念物（遺跡及び名勝地）に登録された。2020年に東京都の名勝及び史跡に指定され、2023年には国の登録記念物は登録が抹消されている。
園内には300種近い植物があり、牧野博士が命名したセンダイヤザクラや仙台で発見し亡き妻の名をつけたスエコザサ等が植えられている。
牧野博士の次女・鶴代の孫である一浡（かずおき）が2010年より学芸員として運営に携わっている。

## 影響を与えたもの
同地域に住む漫画家の松本零士は、「大泉学園に引っ越してきたとき、偶然にも私のデビュー作「蜜蜂の冒険」で参考にした牧野博士が住んでいたと聞いて、非常に強い縁（えにし）を感じた」と語っている。

## 写真一覧

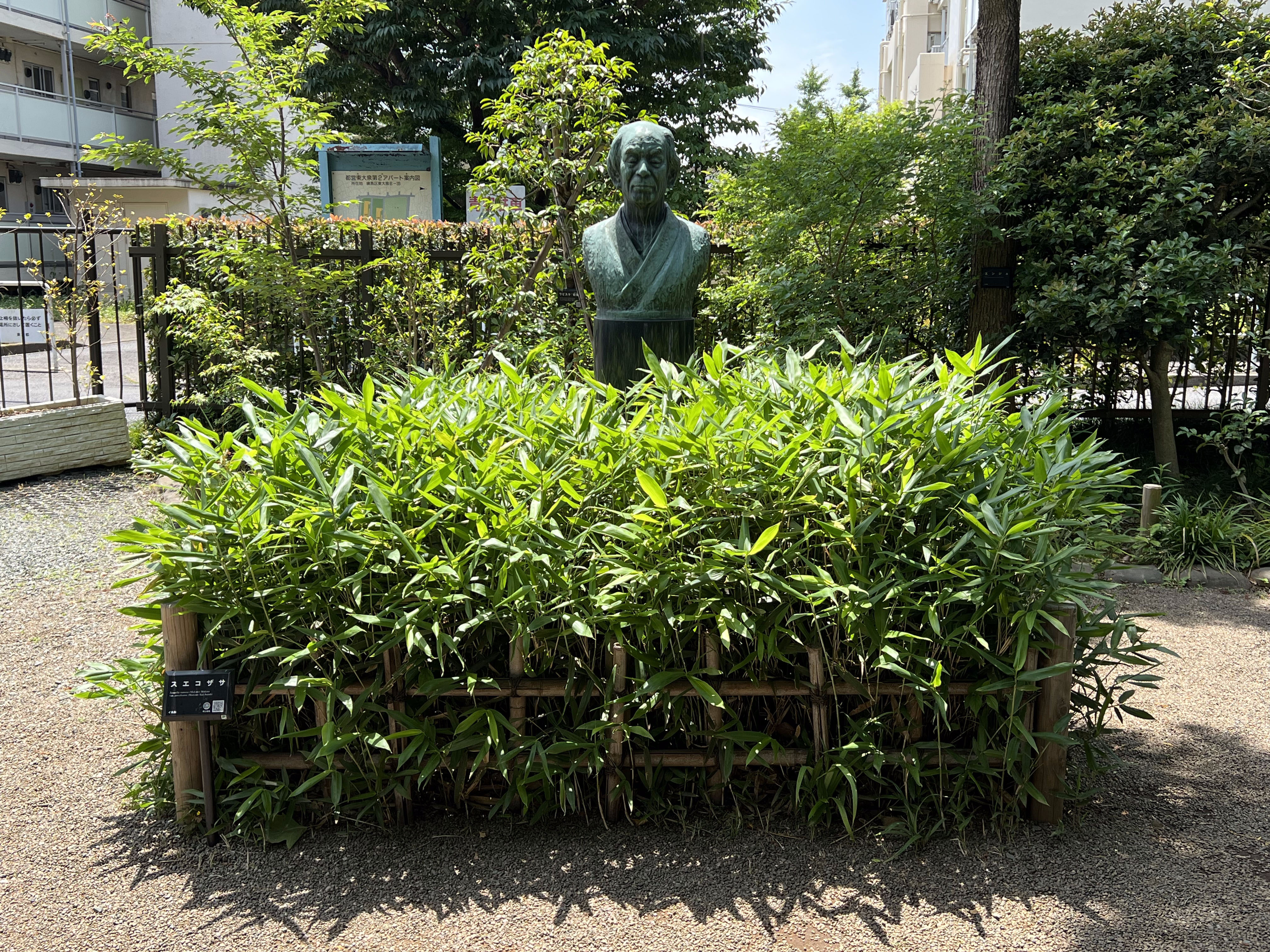
牧野富太郎の胸像とすえこざさ

## 施設情報
- 面積 2,576.22平方メートル
- 開園時間 - 9時〜17時
- 休園日 - 毎週火曜日（祝日のときは翌日）、年末年始（12月29日〜1月3日）

## 入園料
- 無料

## 交通アクセス
- 西武池袋線 大泉学園駅南口から徒歩6分